# Stawiam na Tolka Banana (powieść)
Stawiam na Tolka Banana – powieść dla młodzieży Adama Bahdaja po raz pierwszy wydana w 1967 przez Wydawnictwo „Nasza Księgarnia” w serii Klub Siedmiu Przygód, z ilustracjami Juliusza Makowskiego. Autor zakończył pracę nad książką w czerwcu 1966 w Wolsztynie. W 1973 r. została zekranizowana jako serial o tej samej nazwie.

## Fabuła
Julek Seratowicz, chłopiec z dobrego domu, nie chce być lalusiem, jakim chce go widzieć matka. Przypadkiem spotyka gang Karioki i jest to spełnienie jego marzeń. Do tego gangu należą Cegiełka, Cygan, Filipek i Karioka, która jest dziewczyną i zarazem przywódczynią. Wkrótce grupa spotyka na swej drodze opisywanego w gazetach, tajemniczego Tolka Banana, który przejmuje dowodzenie. Pod jego przywództwem gromada młodzieży wykonuje rozmaite zadania. Wspólne przeżycia konsolidują ich i uczą pozytywnych zachowań. Wtedy Tolek Banan przyznaje się, że jest harcerzem i naprawdę nazywa się Szymek Krusz, a podszył się pod postać Tolka w ramach akcji harcerskiej mającej pomóc trudnej młodzieży. Grupa wstrząśnięta tą nowiną przeżywa kryzys, ale poczucie wspólnoty zwycięża.

## Bohaterowie
- Julek Seratowicz – chłopak z dobrego domu, jego ojciec pracuje za granicą. Ma dosłownie wszystko, oprócz przyjaciół, przez co często nudzi się we własnym domu. Kiedy przypadkowo spotyka Kariokę i jej gang postanawia do nich dołączyć, a oni, pomimo początkowej niechęci, zgadzają się. Z biegiem akcji Julek się zmienia i przestaje być lalusiem. Jest skrycie zakochany w Karioce.
- Karioka – szefowa gangu, bardzo ładna, ale i ostra dziewczyna. Straciła pozycję szefa, po pojawieniu się Tolka Banana. Początkowo nie lubi Julka, ale z czasem przekonuje się do niego. Nigdy jednak nie dowiedziała się o jego uczuciach do niej. Sama podkochuje się w Tolku Bananie.
- Cegiełka – kościsty chłopak, członek gangu Karioki. Podczas głosowania, czy przyjąć Julka do gangu, on jako jedyny wstawił się za chłopakiem. Z czasem został jego najlepszym przyjacielem. W pewnym momencie został potrącony przez samochód i trafił do szpitala, a jego przyjaciele szukali sprawcy.
- Filipek – niski chłopak, członek gangu. Pomimo niepozornego wyglądu ma temperament i potrafi dać się we znaki. Uwielbia kręcić się po targu i sprzedawać kradzione rzeczy. Jego ulubione powiedzenie: Muka!.
- Cygan – członek gangu, chłopak o cygańskiej urodzie, stąd jego ksywka. Bardzo dobrze gra na skrzypcach. Nie chciał, by Julek dołączył do gangu, gdyż uważał go za mięczaka. Zaliczył parę kłótni z nim, a także z Tolkiem Bananem. Kiedy się dowiedział, że jego szef nie jest tym, za kogo się podawał, początkowo chciał odejść, ale ostatecznie koledzy przekonali go do zostania.
- Szymek Krusz vel. Tolek Banan – harcerz, nieco starszy od Karioki i chłopaków. Chcąc zrobić z nich zgraną paczkę, podszył się pod Tolka Banana – sławnego, nastoletniego uciekiniera opisywanego w gazetach. Jako szef grupy zapewniał im rozmaite zadania, które nieco zmieniły ich wredne charaktery. Na koniec wyjawił im prawdę oraz wyjaśnił swoje motywy. Ostatecznie byli członkowie gangu wybaczyli mu kłamstwo.

## Ekranizacja
Na podstawie książki powstał serial telewizyjny pod tym samym tytułem, który miał premierę w 1973.

## Nawiązania w innych dziełach
Karykaturą Tolka Banana jest Tolek Ananas – bohater komiksów o Kaczorze Donaldzie. Tolek Ananas po raz pierwszy pojawił się w komiksie Stawiam na Tolka Ananasa.

## Edycje
- 1967: w serii Klub Siedmiu Przygód, Wydawnictwo „Nasza Księgarnia”, Warszawa 1967
- 1974: w serii Klub Siedmiu Przygód, Wydawnictwo „Nasza Księgarnia”, Warszawa 1974, 262 ss.
- 1982: Młodzieżowa Agencja Wydawnicza, Warszawa 1982, 302 ss.
- 1987: w serii Biblioteka Szarej Lilijki wydawanej przez Wydawnictwo „Śląsk”, Katowice 1987, 219 ss.
- 1996: 239 ss.
- 2014: w serii Klub łowców przygód 228 ss. ISBN 978-83-7672-303-7
- 2016: jako tom 18. serii Klub książki przygodowej wydawanej przez Wydawnictwo Edipresse–Kolekcje, Warszawa 2016 ss. 267 ISBN 978-83-7989-764-3